# Lucian Marinescu
Lucian Cristian Marinescu (ur. 24 czerwca 1972 w Bukareszcie) – piłkarz rumuński grający na pozycji ofensywnego lub prawego pomocnika.

## Kariera klubowa
Piłkarską karierę Marinescu rozpoczął w klubie CSM Reșița. W 1993 roku stał się członkiem pierwszej drużyny, a w sezonie 1993/1994 zadebiutował w rozgrywkach drugiej ligi. Już w sezonie 1994/1995 był podstawowym zawodnikiem, ale przez kolejne dwa lata nie udało mu się awansować z Reșițądo pierwszej ligi i dopiero w 1997 roku osiągnął ten sukces. Po sezonie trafił jednak do silniejszego Rapidu Bukareszt, w barwach którego zadebiutował 6 sierpnia w wygranych 2:0 derbach z Dinamem Bukareszt. W lidze zdobył 13 goli i poprowadził Rapid do wicemistrzostwa Rumunii.
Latem 1998 Marinescu przeszedł do hiszpańskiego zespołu UD Salamanca. W Primera División zadebiutował 20 września w wygranym 3:1 meczu z Deportivo La Coruña. W Salamance był jednak tylko rezerwowym i spadł z nią do Segunda División. Na sezon 1999/2000 został wypożyczony do portugalskiego SC Farense. Następnie wrócił do Salamanki i przez kolejne dwa lata występował na boiskach drugiej ligi hiszpańskiej. W 2002 roku znów trafił do Portugalii, tym razem do Académiki Coimbra, z którą dwukrotnie bronił się przed spadkiem. W sezonie 2004/2005 był piłkarzem GD Chaves, ale klub ten został zdegradowany z drugiej do trzeciej ligi. Latem 2005 został zawodnikiem greckiego APO Akratitos, ale po jego karnej degradacji do czwartej ligi postanowił zakończyć piłkarską karierę.
| Sezon   | Klub              | Kraj       | Rozgrywki        | Mecze | Bramki |
| ------- | ----------------- | ---------- | ---------------- | ----- | ------ |
| 1993/94 | CSM Reșița        | Rumunia    | Divizia B        | 4     | 0      |
| 1994/95 | CSM Reșița        | Rumunia    | Divizia B        | 31    | 4      |
| 1995/96 | CSM Reșița        | Rumunia    | Divizia B        | 32    | 9      |
| 1996/97 | CSM Reșița        | Rumunia    | Divizia B        | 30    | 13     |
| 1997/98 | Rapid Bukareszt   | Rumunia    | Divizia A        | 33    | 13     |
| 1998/99 | UD Salamanca      | Hiszpania  | Primera División | 10    | 0      |
| 1999/00 | SC Farense        | Portugalia | Superliga        | 27    | 11     |
| 2000/01 | UD Salamanca      | Hiszpania  | Segunda División | 18    | 3      |
| 2001/02 | UD Salamanca      | Hiszpania  | Segunda División | 20    | 1      |
| 2002/03 | Académica Coimbra | Portugalia | Superliga        | 27    | 6      |
| 2003/04 | Académica Coimbra | Portugalia | Superliga        | 24    | 2      |
| 2004/05 | Desportivo Chaves | Portugalia | Liga de Honra    | 30    | 4      |
| 2005/06 | APO Akratitos     | Grecja     | Alpha Ethniki    | 27    | 1      |

## Kariera reprezentacyjna
W reprezentacji Rumunii Marinescu zadebiutował 19 listopada 1997 roku w zremisowanym 1:1 towarzyskim meczu z Hiszpanią. W 1998 roku został powołany przez Anghela Iordănescu do kadry na Mistrzostwa Świata we Francji, gdzie zagrał w czterech meczach swojej drużyny: z Kolumbią (1:0), z Anglią (2:1), Tunezją (1:1) oraz w 1/8 finału z Chorwacją (0:1). Spotkanie z Chorwacją było jego ostatnim w reprezentacji. W kadrze narodowej zagrał 8 razy.